# Тигр і сніг
«Тигр і сніг» («La Tigre e la neve») — італійська драматична комедія 2005 року, знята режисером Роберто Беніньї, він же виконав головну роль.

## Сюжет
Одного разу поета Аттіло відвідала муза у вигляді літератора Вітторії, яку він без пам'яті закохався. Не прислухавшись до його залицянь, вона їде по роботі до Іраку, де внаслідок вибуху впадає в кому. Аттіло мчить у охоплену війною країну, де намагається врятувати свою кохану.

## У ролях
- Роберто Беніньї: Рафаеле Аттіло Де Джованні
- Жан Рено: Фуад
- Ніколетта Браскі: Вітторія
- Емілія Фокс: Ненсі
- Джузеппе Баттістон: Ерманно Герра
- Том Вейтс: камео
- Андреа Ренці: Франко Нунціо Гваццеллі
- Джанфранко Варетто: адвокат Дженнаро Скуотілансія
- К'яра Піррі: Емілія
- Анна Піррі: Роза
- Лучія Полі: пані Серао
- Стівен Бекінгем: перший сержант
- Йона Лотан: солдат
- Ізраель Адурамо: епізод
- Франческо Де Віто: епізод
- Дерек Гейген: епізод
- Джавон Прінс: епізод
- Абдельхафід Металці: епізод
- Сімоне Гандольфо: епізод
- Алексіс Конран: епізод
- Франка Барберо: епізод
- Донато Кастелланета: епізод
- Сюзанна Маркомені: епізод
- Ной Маргеттс: епізод
- Франка Месколіні: епізод
- Марієлла Валентіні: епізод
- Франко Москон: епізод
- Енріко Янньєлло: епізод
- Франческа Кутоло — Карла
- Массімо Фраделлоні: епізод

## Знімальна група
- Режисер: Роберто Беніньї
- Сценаристи: Роберто Беніньї, Вінченцо Черамі
- Оператор: Фабіо Ч'янкетті
- Композитори: Кетлін Бреннан, Нікола Пйовані, Том Вейтс
- Художник: Мауріціо Сабатіні
- Продюсери: Джанлуїджі Браскі, Ніколетта Браскі, Елда Феррі